# Giovanni Benaglia
Giovanni Benaglia (fl. XVII secolo) è stato un viaggiatore e scrittore italiano.

## Biografia
Scrisse una relazione del viaggio da Vienna a Costantinopoli del conte Alberto Caprara iniziato il 3 marzo 1682 e di cui fu anche "segretario della cifra".
L'imperatore Leopoldo I aveva affidato ad Alberto Caprara un'ambasceria straordinaria a Costantinopoli.
Questa ambasceria era finalizzata al rinnovo degli accordi del trattato di Vasvár 1664 (Pace di Eisenburg) che garantivano una tregua ventennale tra l'Impero ottomano e il Sacro Romano Impero. Le condizioni dettate dal Gran Visir Kara Mustafa, forte della propria superiorità militare, condussero al fallimento del negoziato.

## Opere
- Relatione del viaggio fatto à Costantinopoli, e ritorno in Germania, dell'illustrissimo signor conte Alberto Caprara, gentilhuomo della camera dell'imperatore, In Venetia : presso Steffano Curti, 1685